# Danh sách phương pháp chưa được chứng minh ngừa COVID-19
Hiện đang xuất hiện nhiều phương pháp/sản phẩm y tế giả mạo hoặc chưa được chứng minh, được khẳng định là có thể chẩn đoán, phòng ngừa hoặc chữa trị COVID-19. Các loại thuốc giả chữa COVID-19 có thể không chứa các thành phần như những lời khẳng định của người bán/nhà sản xuất, thậm chí có thể chứa những thành phần gây nguy hiểm. Vào tháng 3 năm 2020, Tổ chức Y tế Thế giới (WHO) đã đưa ra khuyến cáo không tự ý sử dụng bất cứ loại thuốc nào nhằm cố gắng điều trị COVID-19, trong khi các nghiên cứu tìm phương pháp điều trị còn đang được tiến hành, bao gồm cả các cuộc Thử nghiệm đoàn kết do WHO dẫn đầu. WHO yêu cầu các nước thành viên ngay lập tức thông báo nếu phát hiện bất cứ loại thuốc giả hoặc sản phẩm giả mạo. Ngoài ra cũng xuất hiện nhiều khẳng định cho rằng một số loại sản phẩm hiện có cũng có khả năng hỗ trợ ngừa COVID-19; những lời khẳng định này được lan truyền qua các tin đồn trên mạng thay vì qua quảng cáo thông thường.
Sự lo lắng về COVID-19 khiến nhiều người sẵn lòng "thử mọi cách" để giúp họ có cảm giác kiểm soát được tình hình, biến họ trở thành mục tiêu của những kẻ lừa đảo. Nhiều tuyên bố sai lệch về các biện pháp ngừa COVID-19 đã được lan truyền rộng rãi trên mạng xã hội, một số còn được lan truyền qua các văn bản, trên YouTube, thậm chí là trên một vài kênh truyền thông chính thống. Các nhà chức trách khuyến cáo trước khi chuyển tiếp các thông tin, mọi người nên suy nghĩ kỹ càng và tìm kiếm thêm các thông tin bổ sung. Các thông tin sai lệch có thể dùng những chiến thuật hù dọa hoặc tạo áp lực lớn để thuyết phục người đọc, tự cho là có đầy đủ cơ sở lập luận; trong khi một số thông tin khác thì không có những điều này mà đi thẳng vào các kết luận mang tình bất thường. Công chúng được khuyến cáo kiểm tra lại các nguồn phát tán thông tin và truy cập vào các trang web chính thống; một số thông điệp đã giả mạo là từ các tổ chức chính thức như UNICEF và các cơ quan chính phủ. Arthur Caplan, trưởng khoa y đức của viện y học thuộc Đại học New York, có lời khuyên đơn giản hơn về các sản phẩm COVID-19: "Bất cứ thứ gì xuất hiện trên mạng thì hãy lờ nó đi".
Các sản phẩm được khẳng định là phòng ngừa COVID-19 có thể đem lại cảm giác tự tin sai lệch và làm tăng tỷ lệ lây nhiễm. Việc đổ xô ra ngoài để mua các sản phẩm như vậy có thể khiến nhiều người phá vỡ các lệnh yêu cầu ở nhà và làm giảm giãn cách xã hội. Một số các cách điều trị giả mạo này còn có những thành phần độc hại; đã có hàng trăm người chết do sử dụng các phương pháp điều trị COVID-19 giả.

## Chẩn đoán
Các xét nghiệm chẩn đoán bệnh được tiến hành theo cơ chế phát hiện sự hiện diện của virus hoặc các kháng thể do cơ thể người sản sinh để chống lại virus đó. Các cơ quan y tế của chính phủ và các nhà cung cấp dịch vụ chăm sóc y tế là những đơn vị cung cấp xét nghiệm cho người dân. Đã có trường hợp những kẻ lừa đảo mời chào thực hiện các xét nghiệm giả; một số kẻ dùng các xét nghiệm này để đổi lấy tiền, số khác để cho nạn nhân thực hiện miễn phí nhằm thu thập các thông tin mà sau này có thể được dùng với mục đích giả mạo danh tính hoặc gian lận bảo hiểm y tế. Một số kẻ lừa đảo còn tự xưng là nhà chức trách y tế của chính quyền địa phương. Người dân được khuyến cáo liên lạc với bác sĩ hoặc các cơ quan y tế địa phương chính thống để nhận thông tin về việc xét nghiệm. Các xét nghiệm giả mạo được những kẻ lừa đảo quảng cáo trên các nền tảng mạng xã hội, qua thư điện tử hoặc qua điện thoại.
- Các bộ xét nghiệm giả mạo, ban đầu được dùng để xét nghiệm HIV hoặc dùng để đo đường huyết, được quảng cáo là dùng cho chẩn đoán virus corona.[13][14]
- Một số thông tin cho rằng nín thở 10 giây là một phương pháp tự chẩn đoán virus corona hiệu quả.[15] WHO cho biết phương pháp này không có tác dụng và không nên làm theo.[16]
- Nhà sản xuất Bodysphere từng bán một loại sản phẩm mà họ cho là các xét nghiệm kháng thể virus corona. Hãng đã tiếp thị sai lệch rằng sản phẩm đã được FDA cấp phép sử dụng khẩn cấp. Các sản phẩm này cũng được quảng cáo là được sản xuất tại Hoa Kỳ, trong khi thực tế là không phải vậy.[17]

## Phòng ngừa và chữa bệnh
Nhiều tin đồn được lan truyền rộng rãi có chứa những khẳng định vô căn cứ về các phương pháp phòng ngừa và chữa bệnh cho người nhiễm SARS-CoV-2. Trong số đó có những thông tin như sau:

### Các phương pháp liên quan đến khử trùng

#### Rửa tay

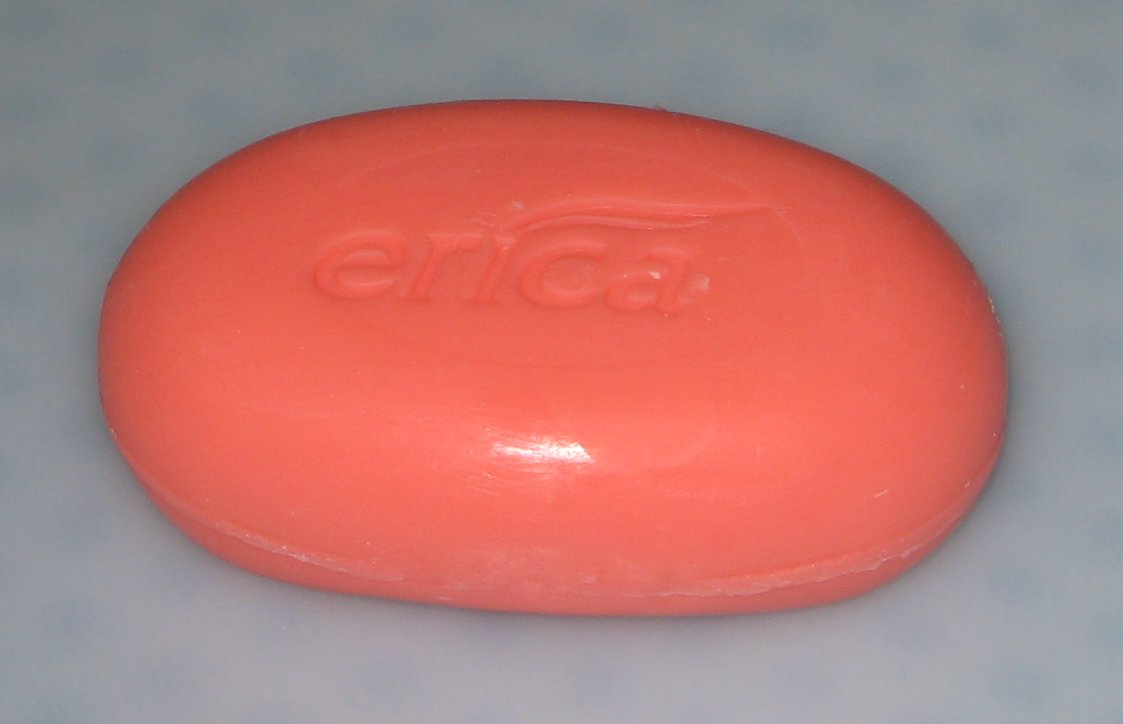
Rửa tay bằng xà phòng và nước (trong vòng ≥20 giây) là biện pháp hiệu quả nhằm loại bỏ SARS-CoV-2. Dung dịch rửa tay khô là lựa chọn kém hiệu quả hơn một chút. Xà phòng diệt khuẩn hay xà phòng đỏ đều không có hiệu quả hơn so vói xà phòng thường.

- Dung dịch rửa tay khô không có hiệu quả hơn so với việc rửa tay bằng xà phòng và nước.[23] Rửa tay bằng xà phòng và nước ít nhất 20 giây được Trung tâm Kiểm soát và Phòng ngừa Dịch bệnh Hoa Kỳ (CDC)khuyến nghị là cách rửa tay tốt nhất trong hầu hết các trường hợp. Tuy nhiên, nếu không có xà phòng và nước, có thể sử dụng dung dịch rửa tay khô chứa ít nhất 60% cồn, trừ khi tay bị bẩn hoặc nhờn thấy rõ.[19][20]
- Xà phòng có hiệu quả trong việc loại bỏ virus corona, nhưng xà phòng diệt khuẩn không tốt hơn xà phòng thường.[21][22]
- Xà phòng đỏ không có tính sát trùng hơn các xà phòng màu khác, trái ngược với một số khẳng định trong một bài đăng phổ biến trên Facebook, theo lời của bác sĩ Ashan Pathirana thuộc Cục Tăng cường Sức khỏe Sri Lanka (HPB); ông cho rằng có thể họ đang nhắc tới xà phòng carbolic.[24][cần nguồn y khoa]
- Các loại dung dịch rửa tay khô làm tại nhà bằng cách trộn rượu rum, nước tẩy và nước xả vải được nhiều người tại Philippines quảng cáo là có hiệu quả trong phòng ngừa COVID-19 thông qua các video trên YouTube. Hiệp hội Các nhà hóa học Philippines (ICP) đã ra tuyên bố cho biết các loại đồ uống có cồn chỉ chứa khoảng 40% cồn, thấp hơn mức cần thiết là 70% trong các loại nước rửa tay khô thông thường, đồng thời quá trình trộn nước tẩy và cồn tạo ra chloroform, một loại chất độc và nguy hiểm nếu hít phải hoặc tiếp xúc với da. Các nhà sản xuất những loại rượu rum và nước tẩy được dùng trong các video trên cũng đã ra thông báo cho biết những công thức này là nguy hiểm và khuyên mọi người không nên làm theo.[25][cần nguồn y khoa][26]
- Vodka được cho là một loại nước rửa tay khô hiệu quả, hoặc có thể là thành phần để làm nước rửa tay khô tại nhà. Công ty sản xuất loại vodka có nhiều tin đồn như vậy đã phản hồi bằng việc viện dẫn tuyên bố của CDC rằng các dung dịch rửa tay khô cần chứa ít nhất 60% cồn mới hiệu quả, trong khi sản phẩm của họ chỉ chứa 40% cồn.[27][28][cần nguồn y khoa]
- Một số khẳng định trong một video tại Brasil cho rằng giấm có hiệu quả hơn nước rửa tay khô trong phòng ngừa virus corona. Lập luận này đã bị bác bỏ, khi mà "không có bằng chứng nào cho thấy acid acetic có hiệu quả ngừa virus", và kể cả nếu có thì "nồng độ của nó trong các loại giấm thường gặp cũng ở mức thấp".[29][cần nguồn y khoa]

#### Súc họng, rửa mũi và thuốc hít
- Việc hít chất tẩy và các chất diệt khuẩn khác là nguy hiểm và không có tác dụng phòng ngừa COVID-19. Chúng có thể gây kích ứng và tổn hại tới các mô, trong đó có mắt. Chúng là các chất độc và WHO đã cảnh báo không được đưa các chất này vào trong cơ thể, đồng thời để chúng xa khỏi tầm với của trẻ em. Các chất này có thể được dùng để khử trùng cho các bề mặt như mặt bàn, nhưng không được dùng trên người.[16]
- Hai nhân vật ủng hộ y học thay thế gây tranh cãi là Joseph Mercola và Thomas Levy khẳng định rằng dùng máy khí dung để hít dung dịch hydro peroxide 0,5–3% có thể phòng ngừa hoặc chữa COVID-19.[30][31] Họ viện dẫn cách nghiên cứu sử dụng hydro peroxide để khử trùng các bề mặt,[32][33] sau đó lập luận một cách sai lệch rằng có thể dùng chúng để làm sạch đường thở của con người. Một dòng tweet của Mercola quảng bá cho phương pháp này đã bị xóa khỏi Twitter vào ngày 15 tháng 4 năm 2020 do vi phạm quy định của nền tảng này.[31] Việc hít hydro peroxide có thể gây kích ứng đường hô hấp trên, khản giọng, viêm mũi và tạo cảm giác nóng rát ở ngực. Ở nồng độ cao, hít phải hydro peroxide có thể gây tổn thương thần kinh vĩnh viễn, thậm chí tử vong.[34] Mặc dù hydro peroxide được ủng hộ sử dụng như một loại thuốc thay thế và bổ trợ đối với nhiều bệnh lý như COPD, hen suyễn, viêm phổi và viêm phế quản, dường như chưa có những thử nghiệm nào liên quan đến việc sử dụng nó.[35] It was reported a case of possible side effect related to chronic (during 5 years) and subacute hydrogen peroxide inhalation use which lead to interstitial lung disease in the form of acute pneumonitis.[35]
- Súc họng bằng nước muối được cho là có thể giết chết virus corona trên Weibo, Twitter và Facebook. Những khẳng định này được giả mạo là thuộc về chuyên gia hô hấp Chung Nam Sơn, Bệnh viện Hiệp Hòa Vũ Hán, cùng với một số nhân vật và cơ sở khác, có khi nội dung được thay đổi đôi chút. Nhóm y khoa của Chung Nam Sơn đã đưa ra lời bác bỏ thông tin trên, yêu cầu mọi người không chia sẻ chúng; họ cho biết virus nằm trong đường hô hấp và không thể làm sạch bằng cách súc miệng. WHO cũng cho biết không có bằng chứng nào cho thấy phương pháp này đem lại hiệu quả phòng ngừa COVID-19.[36]
- Một hội thánh tại Hàn Quốc đã dùng nước muối xịt vào miệng của các thành viên, vì cho rằng làm như vậy có thể phòng ngừa virus; họ chỉ dùng một chai xịt chưa được khử trùng cho tất cả mọi người, và do đó có thể đã làm tăng nguy cơ lây nhiễm. Cuối cùng, 46 thành viên đã bị nhiễm virus.[37][38]
- Một loại "Xịt mũi ngừa nhiễm virus corona" từng được quảng cáo sai lệch trên mạng.[39]
- Không có bằng chứng nào cho thấy rửa mũi bằng nước muối giúp ngừa COVID-19.[16]

#### Nhiệt độ

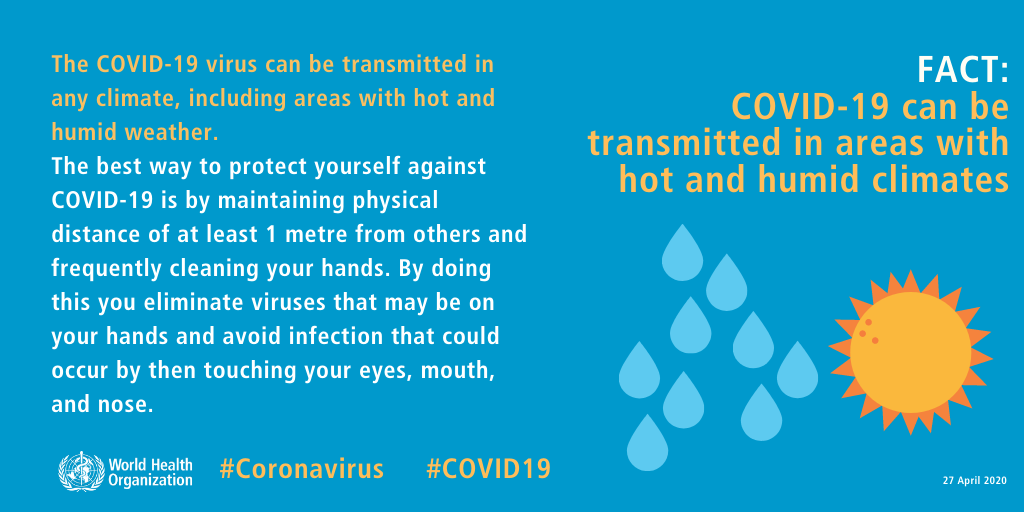
Đồ họa thông tin của Tổ chức Y tế Thế giới bác bỏ tin đồn rằng thời tiết nóng và ẩm có thể ngăn chặn virus lây lan.

- Thời tiết lạnh và tuyết không giết chết virus COVID-19. Virus chỉ sống trong cơ thể con người, chứ không tồn tại ở ngoài trời, mặc dù chúng có thể sống sót trên các bề mặt. Kể ở khi thời tiết lạnh, cơ thể con người vẫn giữ mức nhiệt độ 36,5–37 độ C, do đó virus sẽ không bị giết chết.[16]
- Điều kiện thời tiết nóng và ẩm cũng không ngăn ngừa lây lan COVID-19. Đã có nhiều ca mắc COVID-19 tại các nước khí hậu nóng ẩm.[16]
- Uống nước ấm hoặc tắm nước nóng 26–27 °C (79–81 °F) không có tác dụng chữa COVID-19. Một số khẳng định cho rằng đây là các hướng dẫn phòng ngừa virus corona của UNICEF, nhưng các quan chức của tổ chức này đã bác bỏ.[16][40][41]
- Không thể sử dụng nhiệt độ cao lên cơ thể con người để giết virus COVID-19. Tắm nước quá nóng có thể gây bỏng, thậm chí nhiệt độ cơ thể vẫn sẽ giữ ở mức 36,5–37 độ C, và virus cũng không thể bị chết.[16][42]
- Tắm hơi hoặc dùng máy sấy tóc/tay không có tác dụng phòng ngừa hoặc điều trị COVID-19.[16][43]
- Một số bài đăng trên Facebook cho rằng hít hơi nước có thể chữa nhiễm virus corona.[44][45]

#### Bức xạ

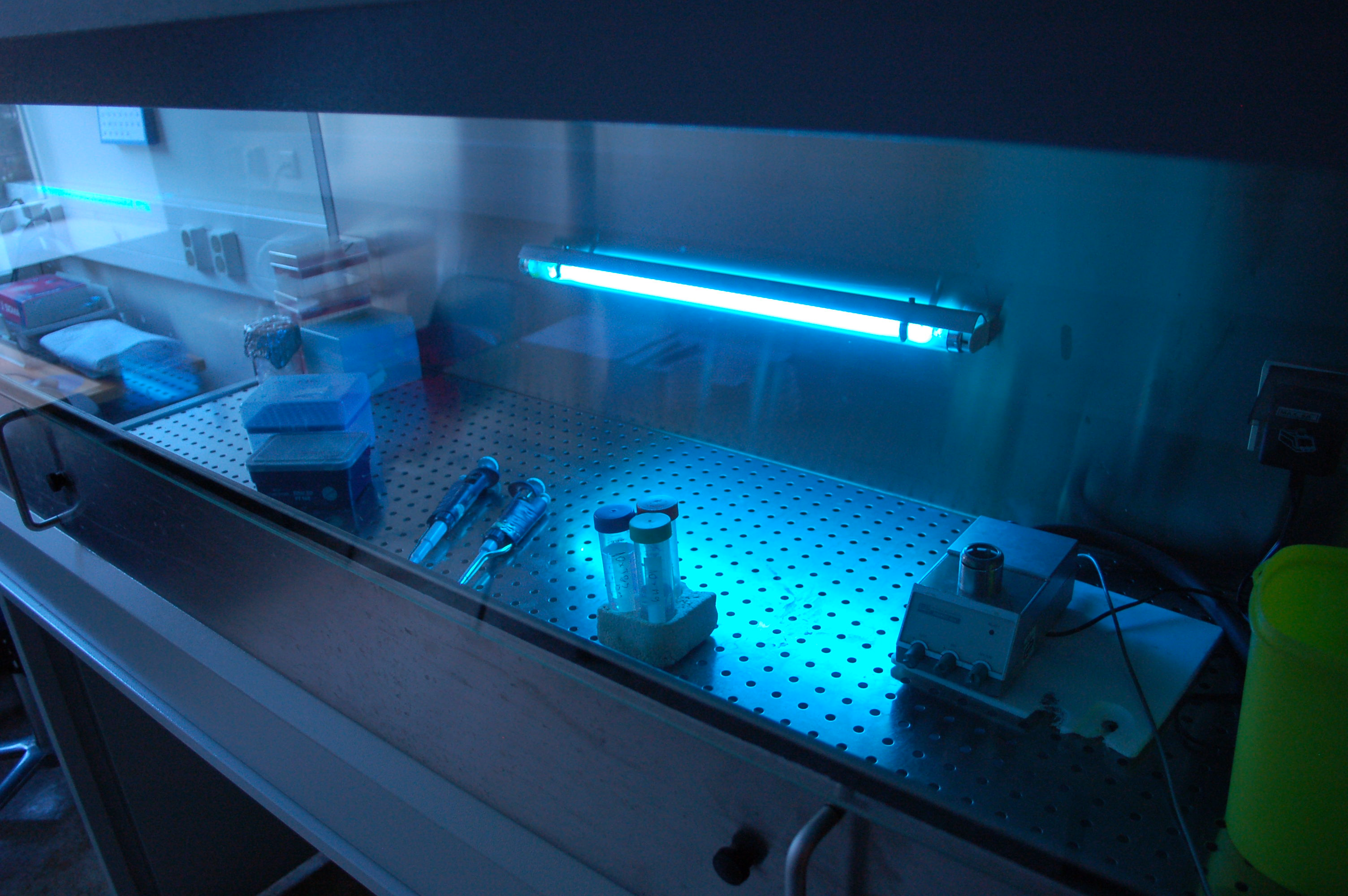
Đèn UV-C được dùng để khử trùng các thiết bị trong phòng thí nghiệm. Không thể dùng UV-C để khử trùng cho người do nó có thể làm tổn thương da và mắt.

- Tiếp xúc với ánh mặt trời không thể phòng ngừa hay chữa COVID-19. Nhiều thông tin cho rằng đây là hướng dẫn của UNICEF, nhưng tổ chức này đã bác bỏ.[16][40][41] Virus có thể lây lan ngay cả trong thời tiết nắng nóng nhất.[16]
- Đèn UV-C không thể sử dụng trên người để giết virus COVID-19. Sử dụng đèn UV để khử trùng cho người có thể gây kích ứng da và tổn thương mắt.[16][42]

#### Các phương pháp liên quan đến khử trùng khác
- Màu trắng không có 'tác động nguy hại' đối với virus corona như nội dung một bài đăng được chia sẻ rộng rãi trên Facebook; màu của khăn mùi xoa cũng không có tác động gì đến virus, theo bác sĩ Ashan Pathirana thuộc Cục Tăng cường Sức khỏe Sri Lanka (HPB). Việc dùng khăn mùi xoa hoặc khăn giấy các màu khác để xì mũi hoặc ho đều có tác dụng như nhau.[24][cần nguồn y khoa]
- Một số bài đăng trên mạng xã hội cho rằng tro bụi từ vụ phun trào Núi lửa Taal vào ngày 12 tháng 1 năm 2020 tại Philippines là nguyên nhân dẫn đến tỷ lệ lây nhiễm thấp tại quốc gia này; họ cho rằng tro bụi núi lửa có thể giết chết virus và chúng có "tính kháng virus và diệt khuẩn".[46]
- Uống nước tẩy là việc làm rất nguy hiểm và không có tác dụng bảo vệ trước COVID-19. Nước tẩy là chất độc và có thể gây tổn thương nội tạng. Uống nước tẩy có thể gây thương tật và tử vong. WHO đã cảnh báo không được uống các loại chất tẩy.[16]

### Thiết bị bảo hộ
- Một số người rao bán các loại ổ USB flash có tên là "5G Bioshield" với giá 370 USD, được quảng cáo là có thể bảo vệ trước các mầm bệnh lây lan qua sóng điện thoại di động 5G, mặc dù mối đe dọa này là hoàn toàn không có thật.[47]
- Hơn 34.000 khẩu trang y tế giả—được chào bán là ngăn ngừa virus corona—đã bị thu giữ bởi Europol vào tháng 3 năm 2020.[13]
- Sử dụng giấy ướt để làm khẩu trang không được giới chức coi là cách thức hiệu quả để thay thế khẩu trang y tế, trái với một số thông tin.[48] Một số tổ chức y tế công cộng đã có những hướng dẫn cho người dân tự làm khẩu trang vải tại nhà.[49] Xem khẩu trang trong đại dịch COVID-19.
- Các loại hộp aerosol—những chiếc hộp acrylic được đặt trên đầu bệnh nhân trong các thủ thuật sản sinh ra aerosol như đặt nội khí quản—có thể làm tăng sự phân tán các hạt aerosol chứa COVID nếu bệnh nhân ho.[50]

### Lạm dụng thuốc
- Một loại hỗn hợp chứa các amphetamines, cocaine và nicotine được rao bán trên dark web với giá 300 USD và quảng cáo như một loại vắc-xin ngừa COVID-19.[54]
- Cocaine không có tác dụng bảo vệ trước COVID-19. Một số dòng tweet được chia sẻ rộng rãi cho rằng hít cocaine sẽ có tác dụng diệt virus corona trong lỗ mũi. Bộ Y tế Pháp đã ra phản hồi bác bỏ luận điệu này: "Không, cocaine KHÔNG có tác dụng bảo vệ trước COVID-19. Nó là một chất gây nghiện có thể dẫn tới các tác dụng phụ nghiêm trọng và ảnh hưởng xấu tới sức khỏe con người." Tổ chức Y tế Thế giới cũng đã bác bỏ thông tin này.[55][56][57] Facebook đã gắn thẻ thông tin sai lệch đối với tin đồn này.[58]
- Trên YouTube xuất hiện thông tin cho rằng cần sa có thể bảo vệ trước virus corona, cùng với đó là một bản kiến nghị kêu gọi hợp pháp hóa cần sa tại Sri Lanka. Giới chức y tế tại Sri Lanka cho biết không có bằng chứng nào cho thấy cần sa có tác dụng bảo vệ trước COVID-19.[59] Một trang web giả mạo hãng tin Fox News cũng khẳng định rằng dầu CBD có thể chữa khỏi COVID-19.[60]
- Chloroform và loló, một loại thuốc gốc ete, được một số thông tin tại Brasil cho là có thể chữa khỏi bệnh.[61]
- Lá trầu không luộc không có tác dụng chữa COVID-19.[41]
- Có thông tin cho rằng cồn methanol công nghiệp có thể chữa virus corona. Các loại đồ uống có cồn chỉ chứa ethanol, còn methanol là một chất rất độc. WHO đã cảnh báo không được uống ethanol hoặc methanol để giết virus. Truyền thông Iran đưa tin đã có gần 300 người chết và 1000 người phải nhập viện (theo một bác sĩ của Bộ Y tế thì con số này là 600 người chết và 3000 người nhập viện) do ngộ độc rượu tính đến ngày 8 tháng 4 năm 2020. Các loại đồ uống có cồn bị cấm tại Iran, khiến thị trường chợ đen bán rượu lậu phát triển;[10] ngoài ethanol, các loại cồn khác như methanol đều có độc tính, và có thể có trong các loại đồ uống có cồn được sản xuất kém chất lượng.[52]
- Trái với một số thông tin, uống cồn ethanol cũng không có tác dụng bảo vệ trước COVID-19, thậm chí có thể làm tăng nguy cơ sức khỏe[16] (cả trong ngắn hạn và dài hạn).

### Sản phẩm thương mại

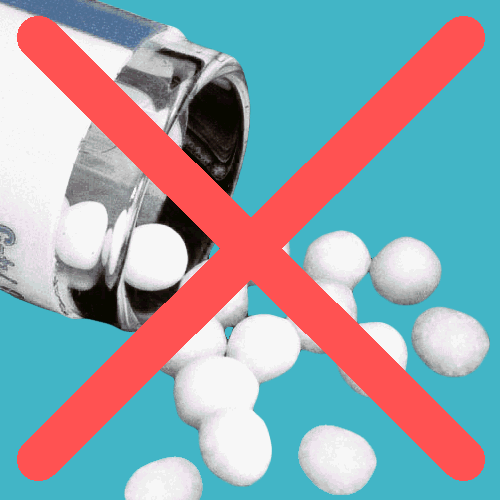
Các loại globuli vi lượng đồng căn (thuốc đường) không giúp người dùng miễn dịch với COVID-19.

Đã có nhiều sản phẩm giả mạo hoặc chưa được chứng minh được quảng cáo là có thể điều trị hoặc bảo vệ trước COVID-19.
- Một số loại dây chuyền có tên gọi "Virus Shut Out Protection", được cho là xuất xứ từ Nhật Bản, được chào bán với tác dụng ngăn ngừa nhiễm khuẩn. Cục Bảo vệ Môi sinh Hoa Kỳ cho biết không có bằng chứng cho thấy các loại dây chuyền này có tác dụng, đồng thời đã thực hiện các hành động pháp lý đối với những người nhập khẩu mặt hàng này.[62]
- Một bài đăng trên Twitter đưa thông tin rằng các nhà khoa học của "Đại học Y khoa Úc" đã phát triển một loại vắc-xin ngừa virus corona. Người này chào bán bộ tiêm chủng với giá 0.1 Bitcoin và hứa sẽ vận chuyển trong vòng 5–10 ngày. Trang web được liên kết trong bài đã bị xóa sau đó.[63]
- Một loại 'hỗn hợp cúm' theo phương pháp vi lượng đồng căn đã được quảng cáo là biện pháp phòng ngừa COVID-19 bởi một người đàn ông tại New Zealand. Người này khẳng định đã xác định và thấm nhuần sản phẩm của mình với "tần số" của COVID-19 bằng một loại "máy bức xạ điện từ". Các phương thuốc vi lượng đồng căn như vậy không có chứa bất kỳ thành phần hoạt chất nào và không thể bảo vệ trước các bệnh cúm, cảm lạnh hay COVID-19, theo Bác sĩ Siouxsie Wiles, phó giáo sư và nhà vi sinh vật học thuộc Đại học Auckland. Bộ Y tế New Zealand cũng cho biết COVID-19 không phải là một chủng cúm, đồng thời chỉ trích các loại sản phẩm được quảng cáo là chữa COVID-19, lo ngại rằng chúng có thể tạo sự tự tin sai lệch.[9]
- Các phương pháp điều trị vi lượng đồng căn bằng dung dịch Arsenicum album được cho là giúp "hỗ trợ" ngừa COVID-19.[64][cần nguồn y khoa]
- Một người đàn ông tại California đã quảng cáo một loại thuốc chữa virus corona, nhưng không nói rõ các thành phần có trong thuốc. Người này đã bị bắt giữ do có hành vi lừa đảo, và sau đó bị tuyên án lên tới 20 năm tù giam.[65]

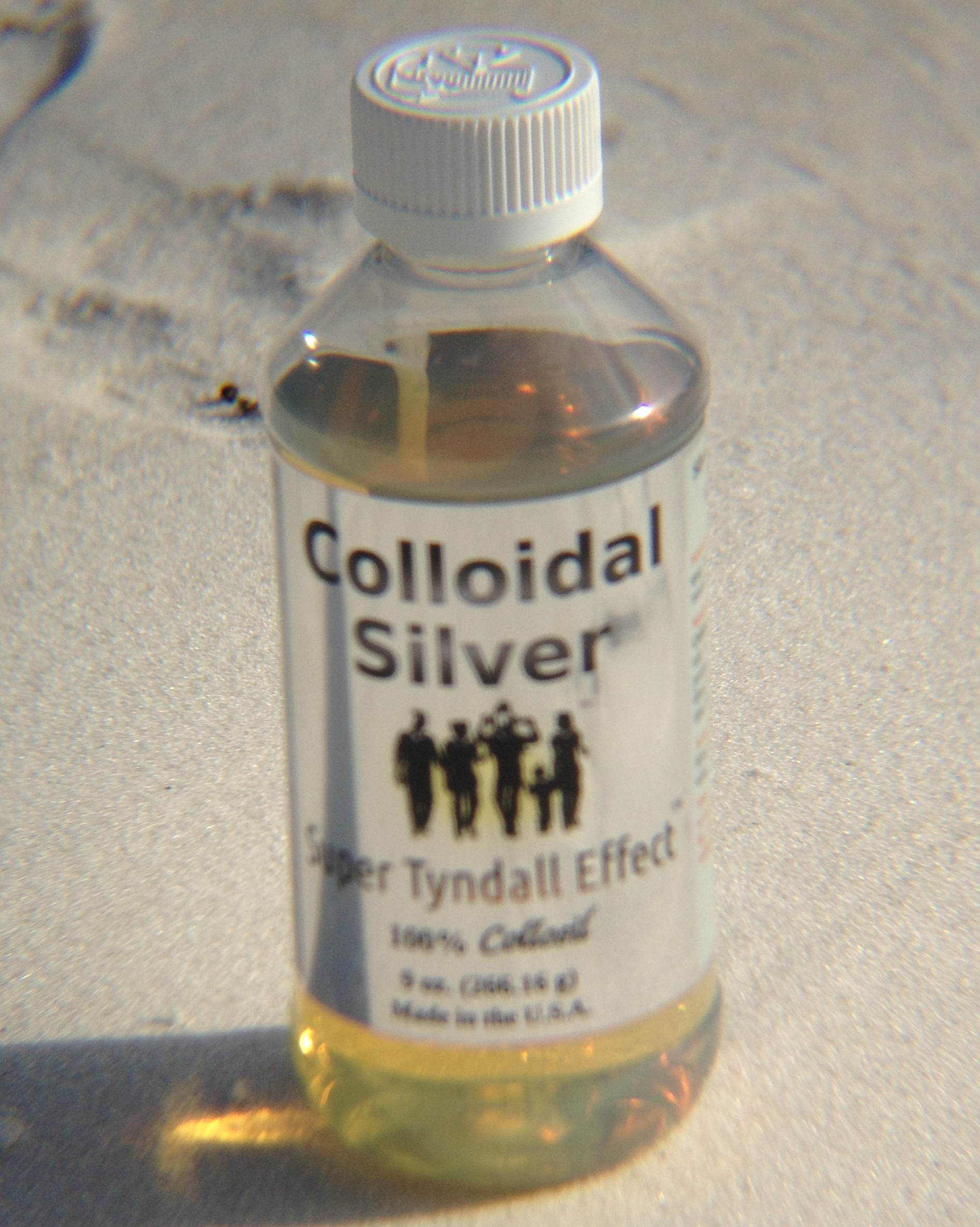
Keo bạc được quảng cáo sai lệch là phương pháp chữa COVID-19.

- Một số lời khẳng định cho rằng dung dịch keo bạc có thể giết chết hơn 650 loại mầm bệnh, trong đó có virus corona; những khẳng định này khiến giới chức phải có hành động nhằm chống các hành vi lừa đảo. Trung tâm Y học Tổng hợp và Bổ sung Quốc gia Hoa Kỳ đã ra cảnh báo về việc sử dụng keo bạc làm chế phẩm bổ sung. Bảy lá thư cảnh báo đã được gửi tới các công ty bán sản phẩm giả mạo.[66] Nhà thuyết giáo nổi tiếng Jim Bakker từng khẳng định rằng chỉ có loại keo bạc ông bán mới có thể sử dụng để chữa COVID-19.[67] Keo bạc không phải là phương thức điều trị hiệu quả cho bất kỳ bệnh lý nào, thậm chí có thể tương tác với các loại thuốc khác hoặc gây sạm da vĩnh viễn.[68]
- Các loại kem đánh răng, thực phẩm bổ sung và kem được quảng cáo là chữa virus corona đang được bán bất hợp pháp tại Hoa Kỳ.[69] Nhà giả thuyết âm mưu Alex Jones từng bị USFDA yêu cầu ngừng quảng bá các sản phẩm này.[67]
- Đầu bếp nổi tiếng Pete Evans từng đăng tải thông tin quảng cáo cho một thiết bị mang tên BioCharger NG Subtle Energy Platform, với giá 14.990 USD, cho rằng nó có thể chữa virus corona. Việc làm này khiến anh bị phản ứng dữ dội và buộc phải gỡ quảng cáo sau khi Hiệp hội Y khoa Úc lên tiếng phản đối sản phẩm này, cho rằng đây chỉ là "một chiếc máy phát sáng lạ mắt".[67][70] Nhà phân phối sản phẩm tại Úc, Hydrogen Technologies Pty Ltd, cho biết thiết bị trên có tác dụng hỗ trợ "mở đường thở cho bệnh nhân virus corona bằng cách giảm viêm trong phổi", cùng với những khẳng định chưa được chứng minh khác.[71] Evans bị Cục Quản lý Dược phẩm Úc phạt 25.200 AUD do những quảng cáo sai lệch.[72]
- "Miracle Mineral Solution" (MMS) là một loại dung dịch được chế biến bằng cách trộn natri chlorit (cùng với muối và một số loại chất khoáng khác) với một loại acid; acid này phản ứng với natri chlorit tạo ra dung dịch acid chlorơ không bền, rồi sau đó trở thành chlorit, chlorat và chlor dioxide, một loại chất tẩy công nghiệp.[73] FDA đã cảnh báo không được sử dụng dung dịch này, cho biết rằng không có bằng chứng cho thấy nó có tác dụng chữa, phòng ngừa hay điều trị COVID-19, đồng thời đây cũng là chất rất nguy hiểm tới sức khỏe. Một giáo phái tại Mỹ đã sản xuất loại dung dịch này theo các đơn đặt hàng, gọi đó là "bí tích", thậm chí khi FDA cảnh báo những lời hứa chữa khỏi COVID-19 của giáo phái này là lừa đảo, họ kịch liệt phản đối và cho rằng FDA không có quyền ngăn họ sản xuất chúng. Sau đó, văn phòng công tố viên tại Nam Florida đã yêu cầu thành công lệnh cấm tạm thời đối với giáo phái này, đồng thời họ cũng bị tước bỏ tư cách tổ chức tôn giáo.[8][74][75]
- Song Hoàng Liên, một loại hỗn hợp thảo dược do các bác sĩ Đông y của nhà nước Trung Quốc bào chế từ thập niên 1960. được Tân Hoa Xã quảng bá là có thể điều trị virus corona. Các bài đăng trên Weibo cho thấy nhiều người đã vi phạm quy tắc giãn cách xã hội để xếp hàng mua loại thuốc này. Một số người cho rằng thông tin này được đưa ra nhằm thao túng thị trường chứng khoán.[76][77]
- Jennings Ryan Staley, một bác sĩ đã được cấp phép và là chủ của một tiệm spa y tế, bị cáo buộc bán các loại "gói điều trị COVID-19" theo các đơn đặt hàng qua thư, quảng cáo rằng chúng có tác dụng bảo vệ trước COVID-19 trong 6 tuần và chữa khỏi bệnh "100%", khiến cho bệnh biến mất chỉ trong vài giờ. Người này đã bị bắt giữ và được FBI "thẩm vấn kỹ lưỡng"; nếu bị kết tội, anh ta có thể phải chịu mức án 20 năm tù.[78]
- Kyriakos Velopoulos, lãnh tụ của đảng dân túy cánh hữu Giải pháp Hy Lạp, đã bán một loại kem bôi tay trên chương trình truyền hình của mình, khẳng định rằng nó có thể giết chết hoàn toàn COVID-19, mặc dù sản phẩm này chưa được các cơ quan y tế cấp phép.[79]
- Một loại đệm "chống virus corona" được quảng cáo là có khả năng chống nấm, chống dị ứng, chống bụi, chống nước và có thể bảo vệ trước virus corona.[80]
- Mohanan Vaidyar, một bác sĩ tự phong, đã bị bắt giữ tại Kerala sau khi tự quảng cáo là có thể chữa khỏi COVID-19.[81]
- Methylene chloride, từng được dùng để làm chất tẩy sơn, được một số người quảng cáo trên eBay là chất diệt virus corona. Chất này đã từng bị Cục Bảo vệ Môi sinh Hoa Kỳ cấm sử dụng do nguy cơ gây ngạt thở.[82]
- Các loại viên nén và dung dịch rửa tay chứa chlor dioxide đang được quảng cáo trên Amazon.[82]
- Một phụ nữ tại Georgia đã bị kết án hình sự sau khi bán một loại vòng đeo cổ có tên là Shut Out, được quảng cáo là có tác dụng kháng virus.[82]

### Đông y
Trung Quốc khuyến khích việc sử dụng Đông y để điều trị COVID-19. Nhiều nghiên cứu học thuật, ví dụ như Shi et al., đã được xuất bản nhằm củng cố hiệu quả của các loại thuốc sắc Đông y như bài Thanh phế bài độc (Qingfei Paidu). Hầu hết truyền thông phương Tây còn giữ thái độ hoài nghi về hiệu quả của các bài thuốc này, bất chấp những báo cáo tích cực. Hiện đang có nhiều nghiên cứu nhằm xác định các hoạt chất hiệu quả trong điều trị COVID-19 bắt nguồn từ các phương thuốc Đông y này.

### Thảo dược

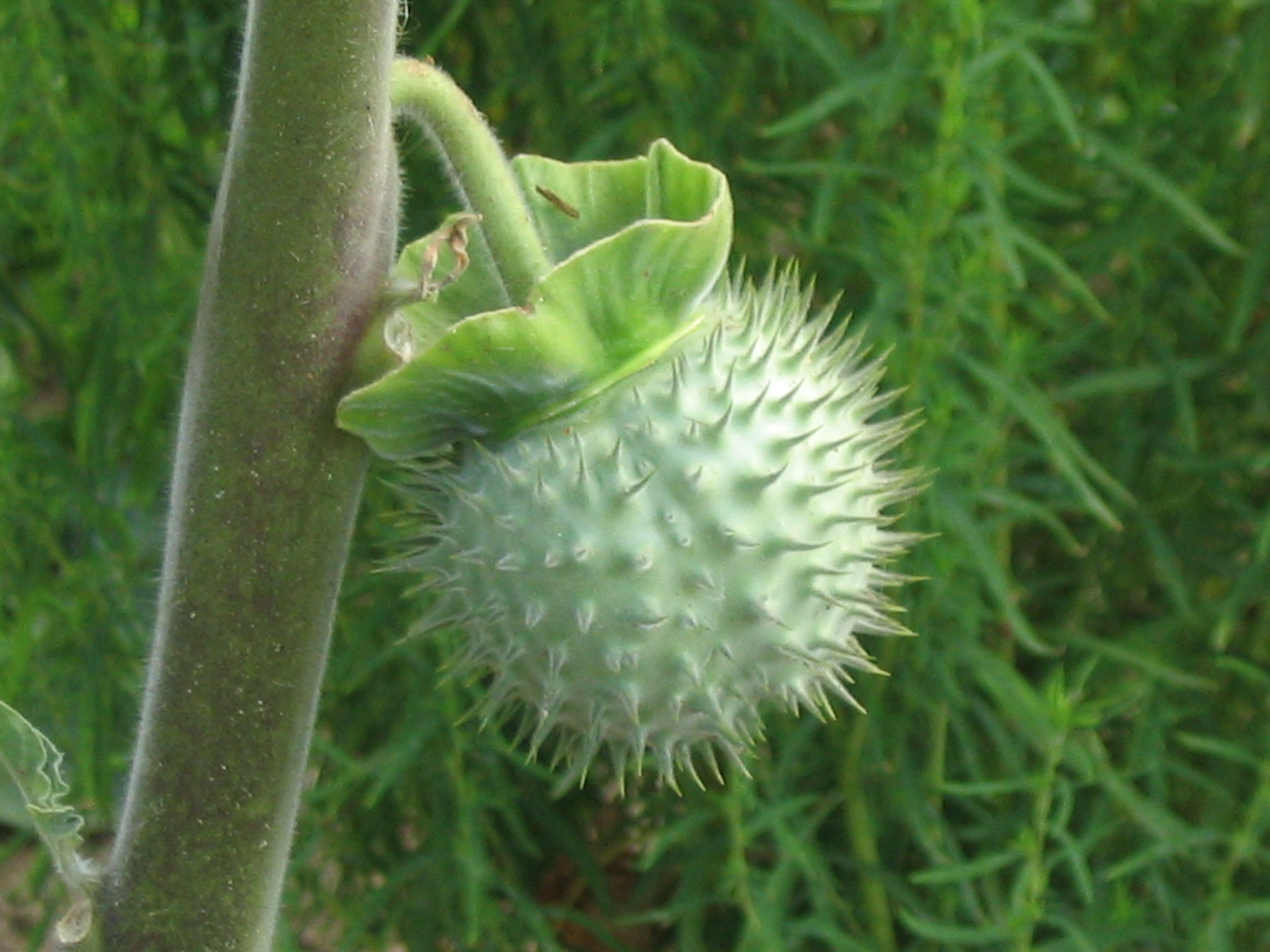
Loại quả độc của cây cà độc dược được một số người cho là hiệu quả trong việc ngừa virus corona vì chúng có hình dáng giống hạt virus của SARS-CoV-2.

- Loại quả độc của cây cà độc dược (datura) được quảng cáo sai lệch như một biện pháp phòng ngừa COVID-19, khiến 11 người tại Ấn Độ phải nhập viện. Những người này đã ăn loại quả trên theo hướng dẫn từ một video trên TikTok. Luận điệu trên được đưa ra trên cơ sở rằng hình dáng của loại quả này giống với hình dạng hạt virus của virus corona.[86][87]
- Một loại thức uống hỗn hợp thảo dược của Sri Lanka được quảng cáo là có thể chữa khỏi mọi loại virus lây nhiễm ở người, trong đó có COVID-19; thông tin này đã được lan truyền rộng rãi trên Facebook. Thức uống này có thể làm giảm các triệu chứng sốt[cần dẫn nguồn], nhưng vẫn không thể ngăn người nhiễm bệnh lây lan cho những người khác, đồng thời vẫn có thể gây ra những biến chứng sức khỏe trong dài hạn, theo lời L. P. A. Karunathilake, một giảng viên tại Viện Y học Bản địa thuộc Đại học Colombo.[88][cần nguồn y khoa]
- Cây xuyên tâm liên được một trang truyền thông tại Thái Lan khẳng định là có tác dụng tăng cường hệ miễn dịch và làm giảm triệu chứng của virus corona. Pakakrong Kwankao, giám đốc Trung tâm Bằng chứng Thực nghiệm tại Bệnh viện Chao Phraya Abhaibhubehjr, và Richard Brown, trưởng Chương trình Khẩn cấp Y tế và Kháng Thuốc kháng sinh của Tổ chức Y tế Thế giới (WHO) tại Thái Lan, đều cho biết không có bằng chứng nào chứng minh cho những khẳng định trên.[89]
- Nhựa của cây Tinospora crispa (makabuhay) được một số người cho là có thể dùng như kháng sinh chống lại virus corona khi nhỏ mắt; một số thông tin cũng nói rằng virus corona bắt nguồn từ da và bò vào mắt người. Những tin đồn này được lan truyền tại Philippines. Jaime Purificacion từ Viện Dược thảo thuộc Đại học Philippines cho biết mặc dù có bằng chứng cho việc sử dụng makabuhay để điều trị bệnh ghẻ, chưa có bằng chứng nào cho thấy chúng có tác dụng điều trị virus corona, và cũng không có bằng chứng cho thấy có thể dùng nhựa cây để nhỏ mắt. Ông khuyến cáo tuyệt đối không nhỏ nhựa cây vào mắt vì việc làm này có thể gây nguy hiểm.[90] WHO cũng nói rằng các loại kháng sinh chỉ diệt vi khuẩn chứ không diệt được các loại virus, trong đó có virus corona.[16]
- María Alejandra Díaz, một nghị sĩ của Quốc hội Lập hiến Venezuela, đã quảng cáo cho một công thức mà theo bà là có thể chữa khỏi COVID-19. Công thức này thường được cho là có tác dụng ngăn ngừa và chữa cảm cúm, với các thành phần như sả, cây cơm cháy, gừng, tiêu đen, chanh và mật ong. Díaz cũng từng gọi virus này là một loại vũ khí khủng bố sinh học.[91]
- Tổng thống Madagascar Andry Rajoelina đã khởi động và khuyến khích sử dụng Covid-Organics vào tháng 4 năm 2020: đây là một loại thức uống thảo mộc làm từ cây ngải, được cho là một phương thuốc chữa và phòng ngừa COVID-19 kỳ diệu mặc dù không có bằng chứng y khoa nào. Sản phẩm này đã được xuất khẩu sang các quốc gia châu Phi khác.[92][93]
- Tổng thống Hoa Kỳ Donald Trump và doanh nhân Mike Lindell từng có một cuộc họp vào tháng 7 tại Nhà Trắng về việc sử dụng oleandrin làm thuốc điều trị virus corona.[94] Lindell sau đó sớm nắm được cổ phần tại Phoenix Biotechnology Inc, một công ty đang nghiên cứu về cách sử dụng oleandrin nhằm kiếm lợi nhuận. Oleandrin là một chất độc và có khả năng gây chết người.[95]

### Các phương pháp tôn giáo và thần bí

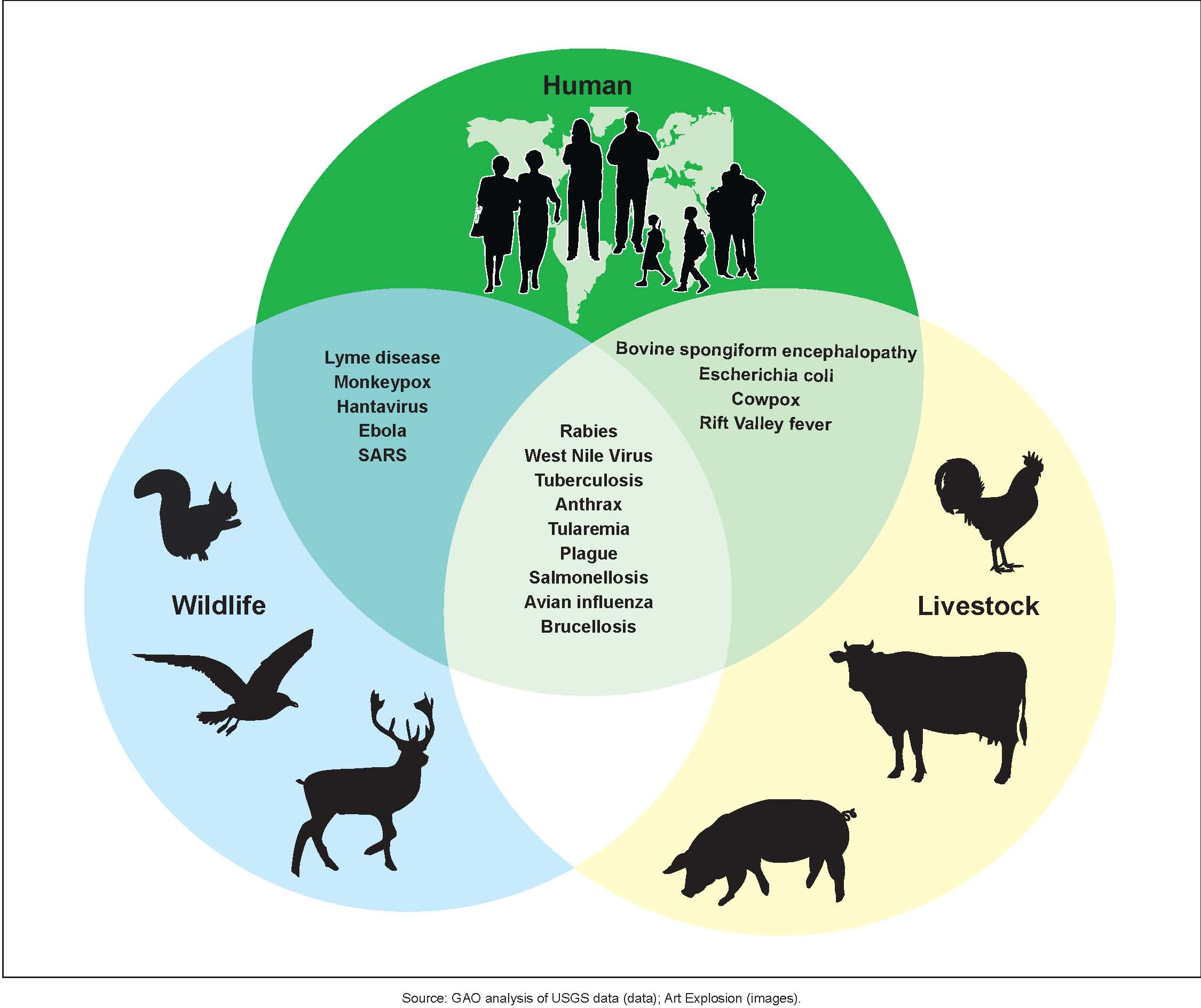
Bệnh lây truyền từ động vật là hiện tượng xảy ra khi một căn bệnh ở động vật lây lan sang người

- Trong đại dịch, nhiều phương pháp y học thay thế tại Đức được các chuyên gia y tế chính thống bày tỏ quan ngại do các bệnh viện sử dụng những phương pháp này đã tiêm thuốc an thần cho các bệnh nhân nhập viện và ép họ sử dụng các phương thuốc giả mạo, kể cả với một số bệnh nhân đang trong tình trạng nặng. Các phương pháp này sử dụng các loại thuốc đắp gừng và những viên thuốc vi lượng đồng căn mà theo họ là có chứa bụi của những ngôi sao băng. Stefan Kluge, giám đốc khoa hồi sức tích cực tại Trung tâm Y tế Đại học Hamburg cho rằng những việc làm giữa đại dịch như vậy là "rất không chuyên nghiệp" và "có thể gây ra sự không chắc chắn cho bệnh nhân".[96]
- Chính khách Ấn Độ Swami Chakrapani đã phát biểu rằng uống nước tiểu bò và bôi phân bò lên người có thể chữa khỏi COVID-19. Ông cũng nói rằng chỉ có bò Ấn Độ mới có tác dụng.[97][98] Nghị sĩ Suman Haripriya cũng ủng hộ sử dụng phân và nước tiểu bò .[99] Vào tháng 3 năm 2020, Liên hiệp Hindu giáo Toàn Ấn Độ đã tổ chức một buổi "tiệc uống nước tiểu bò" tại New Delhi với 200 người tham gia.[100] Hiện không có bằng chứng khoa học nào chứng minh cho việc sử dụng nước tiểu bò.[101][102] Bác sĩ Shailendra Saxena thuộc Hiệp hội Virus học Ấn Độ cho biết không có bằng chứng nào cho thấy nước tiểu bò có tác dụng kháng virus, đồng thời việc ăn phân bò có thể làm lây truyền các bệnh từ động vật sang người. Các bệnh như nhiễm ký sinh trùng Giardia, E. coli, samonella và lao phổi đều có thể truyền qua phân bò.[103]
- Việc uống nước tiểu đà điểu cũng được khuyến khích tại Trung Đông.[104][105] WHO cho biết không nên uống nước tiểu đà điểu nhằm tránh nhiễm virus MERS-CoV,[106][107][108][109] một chủng betacoronavirus tương tự như SARS-CoV-2 nhưng chết người hơn.
- Nhà truyền giáo qua truyền hình Kenneth Copeland từng khuyến khích người xem chạm tay vào TV như một hình thức để tiêm vắc-xin, thậm chí còn từng thử trừ tà COVID-19 ít nhất ba lần bằng cách triệu hồi "những cơn gió của Chúa"; ông nói rằng làm như vậy là đã tiêu diệt được virus, kể cả ở trong và ngoài nước Mỹ. Trước đó, ông cũng đã kêu gọi người xem bỏ qua các khuyến cáo y tế công cộng và tới các nhà thờ của mình để các mục sư chữa lành bệnh.[67][110]
- "Khoa học Hạnh phúc", một hội nhóm tôn giáo bí mật tại Nhật Bản, đã bán các loại "vắc-xin tinh thần" được cho là ngừa COVID-19, đồng thời quảng bá các buổi ban phước chống virus với giá từ 100 đến hơn 400 USD, và bán các DVD và CD giảng đạo về virus corona của Ryuho Okawa (một cựu nhà môi giới chứng khoán mà nhóm này tin là hiện thân của vị thần tối cao), cũng được khẳng định là có tác dụng tăng cường miễn dịch, tính đến  tháng 4 năm 2020. Sau một thời gian không tuân thủ các biện pháp giãn cách xã hội, nhóm này đã đóng cửa nhà thờ tại New York và phân phối các loại "vắc-xin tinh thần" từ xa.[111]
- Abbas Tabrizian, một giáo sĩ người Iran, đã đề xuất rằng COVID-19 có thể được phòng ngừa bằng cách dùng bông thấm dầu violet và bôi vào hậu môn. Hãng thông tấn IRNA đưa tin rằng Abbas Tabrizian, người thường xuyên quảng cáo các phương thuốc của mình là theo y học tiên tri của Hồi giáo, cũng đã tuyên bố rằng COVID-19 là sự trả thù của Chúa lên những người đã quấy rầy ông.[112] Chính quyền đã ra lệnh bắt giữ đối với Morteza Kohansal, một tín đồ của Abbas Tabrizian; người này đã tới khu điều trị COVID-19 tại một bệnh viện ở Iran mà không đeo đồ bảo hộ, rồi sau đó bôi lên người các bệnh nhân thứ mà ông ta mô tả là "nước hoa của Nhà tiên tri". Việc áp dụng các phương pháp y học Hồi giáo đã khiến nhiều người bị trì hoãn áp dụng điều trị y tế thông thường. Giáo sĩ cấp cao Ayatollah Hashem Bathaie Golpayegani tuyên bố rằng ông đã tự chữa khỏi COVID-19 ba tuần trước khi được nhập viện. Ông qua đời hai ngày sau đó.[113]
- Một số tín đồ tôn giáo tại Iran tin rằng những người tới cầu nguyện tại các nhà thờ sẽ được chữa khỏi, do đó họ phản đối quyết định đóng cửa các địa điểm hành hương của chính phủ.[113][114]
- Nghị sĩ Ramesh Bidhuri của Đảng Bharatiya Janata dẫn lời "các chuyên gia" cho rằng những người chào hỏi bằng câu Namaste có thể phòng ngừa lây nhiễm COVID-19, còn những câu chào hỏi tiếng Ả rập như Adab và As-salamu alaykum thì không vì chúng đưa trực tiếp không khí vào miệng.[115][116]
- Nhiều thông tin sai lệch về virus corona được lan truyền rộng rãi tại Pakistan.[117] Theo một khảo sát do Ipsos thực hiện, 82% người dân Pakistan tin rằng thực hiện nghi thức wudu/thanh tẩy năm lần một ngày có thể giúp bảo vệ khỏi COVID-19. Trong khi đó, 67% người được hỏi tin rằng jamaat (cầu nguyện tập thể) không thể trở thành nguồn lây nhiễm[118] và 48% cho rằng hành động bắt tay không thể lây bệnh cho ai.[119]

### Thực phẩm và thức uống

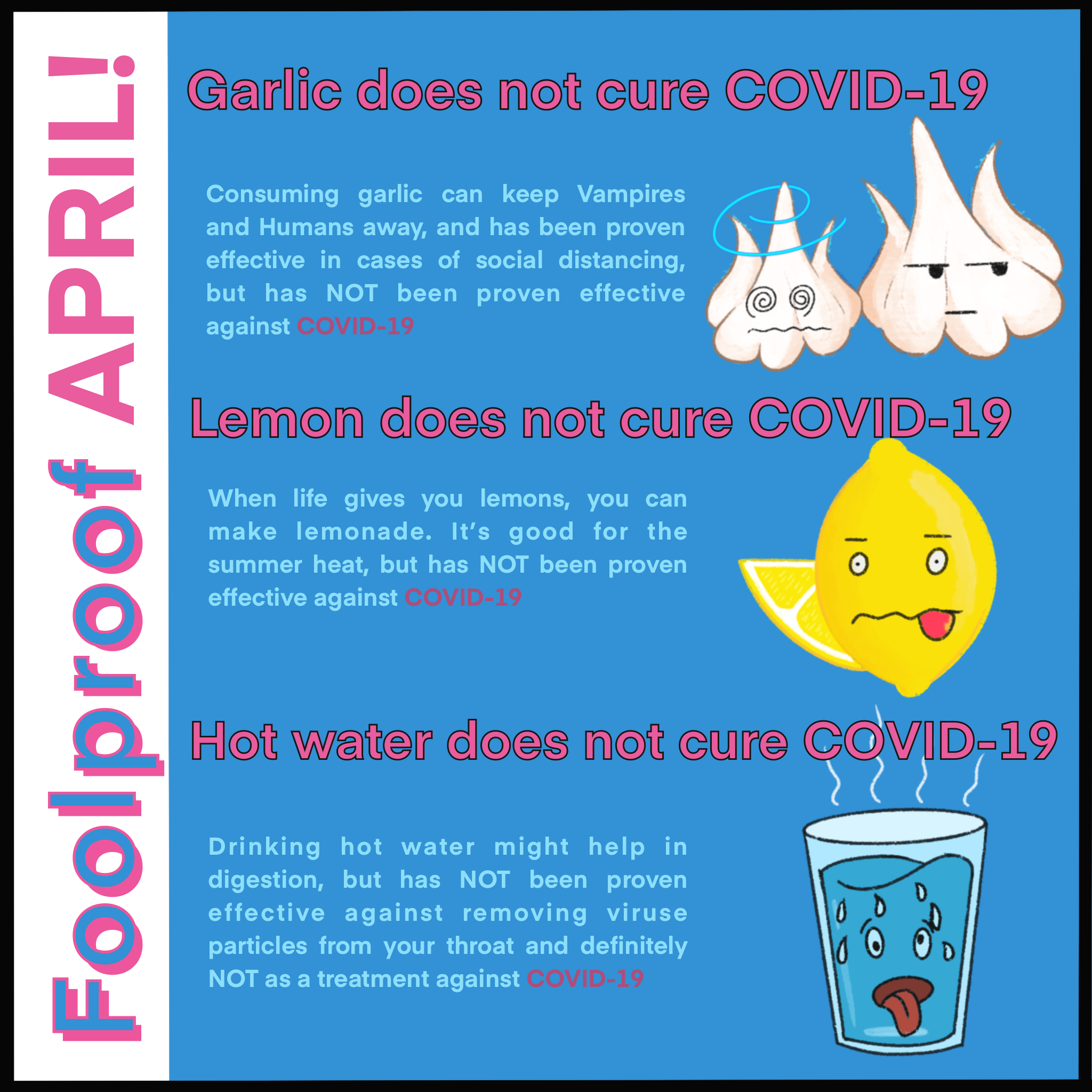
Áp phích nhằm nâng cao nhận thức về các khẳng định chưa được chứng minh đối với một số loại thực phẩm

#### Trái cây
- Uống chanh với nước ấm được một số người cho là có thể phòng ngừa cả COVID-19 và ung thư bằng cách bổ sung lượng vitamin C. Thông tin này được lan truyền trên Facebook bằng tiếng Anh, Pháp, Tây Ban Nha và Bồ Đào Nha. Không có bằng chứng nào cho thấy vitamin C có tác dụng trước virus corona hay chanh là loại quả có nhiều vitamin C nhất, theo Henry Chenal, giám đốc Trung tâm Nghiên cứu Sinh học lâm sàng Tích hợp (CIRBA) tại Abidjan, Bờ Biển Ngà.[120] WHO cho biết không có bằng chứng cho thấy chanh có tác dụng bảo vệ trước COVID-19, nhưng tổ chức này cũng khuyến cáo nên thực hiện chế độ ăn lành mạnh với nhiều trái cây và rau.[41]
- Chuối được khẳng định là có thể tăng cường hệ miễn dịch, phòng ngừa và chữa khỏi COVID-19. Lập luận này được dựa trên một video tổng hợp có chứa thông tin sai lệch rằng đây là tuyên bố của các nhà nghiên cứu tại Đại học Queensland. Trường đã cho biết video này là giả và yêu cầu mọi người không chia sẻ thông tin trên.[121][122]
- Ăn xoài hoặc sầu riêng không thể chữa khỏi COVID-19.[41]
- Nhiều tin đồn trên Facebook cho rằng hành tây có thể dùng để phòng ngừa COVID-19.[123]

#### Thảo mộc và gia vị
- Tỏi được một số bài đăng trên Facebook cho là có thể ngừa COVID-19.[123] Không có bằng chứng nào cho thấy tỏi có tác dụng bảo vệ trước COVID-19.[16]
- Ớt không có tác dụng phòng ngừa hay chữa COVID-19.[16]
- Nhiều bài viết trên Facebook cho rằng ăn nhiều gừng luộc sau khi nhịn ăn một ngày có thể ngăn ngừa hoặc chữa khỏi virus corona. Không có bằng chứng cho thấy việc làm này có thể phòng ngừa hoặc chữa bất cứ loại virus corona nào, theo Mark Kristoffer Pasayan, một thành viên của Hiệp hội Vi sinh vật học và Bệnh truyền nhiễm Philippines.[123][124]
- Nước khổ qua, một loại rau được dùng trong y học cổ truyền, được một số bài đăng trên mạng xã hội gợi ý sử dụng để chữa COVID-19.[125]
- Nghệ được nhiều người tin là có thể giúp phòng ngừa COVID-19,[126] nhưng WHO cho biết không có bằng chứng nào chứng minh cho điều này.[41]
- Lá cây sầu đâu được một số tin đồn tại Ấn Độ cho là phương thuốc chữa COVID-19.[127]
- Nhiều cửa hàng đã quảng bá sai lệch cho một số loại sản phẩm thảo dược và tinh dầu rằng chúng có thể chữa hoặc phòng ngừa COVID-19.[39]

#### Thức uống và thực phẩm đông lạnh

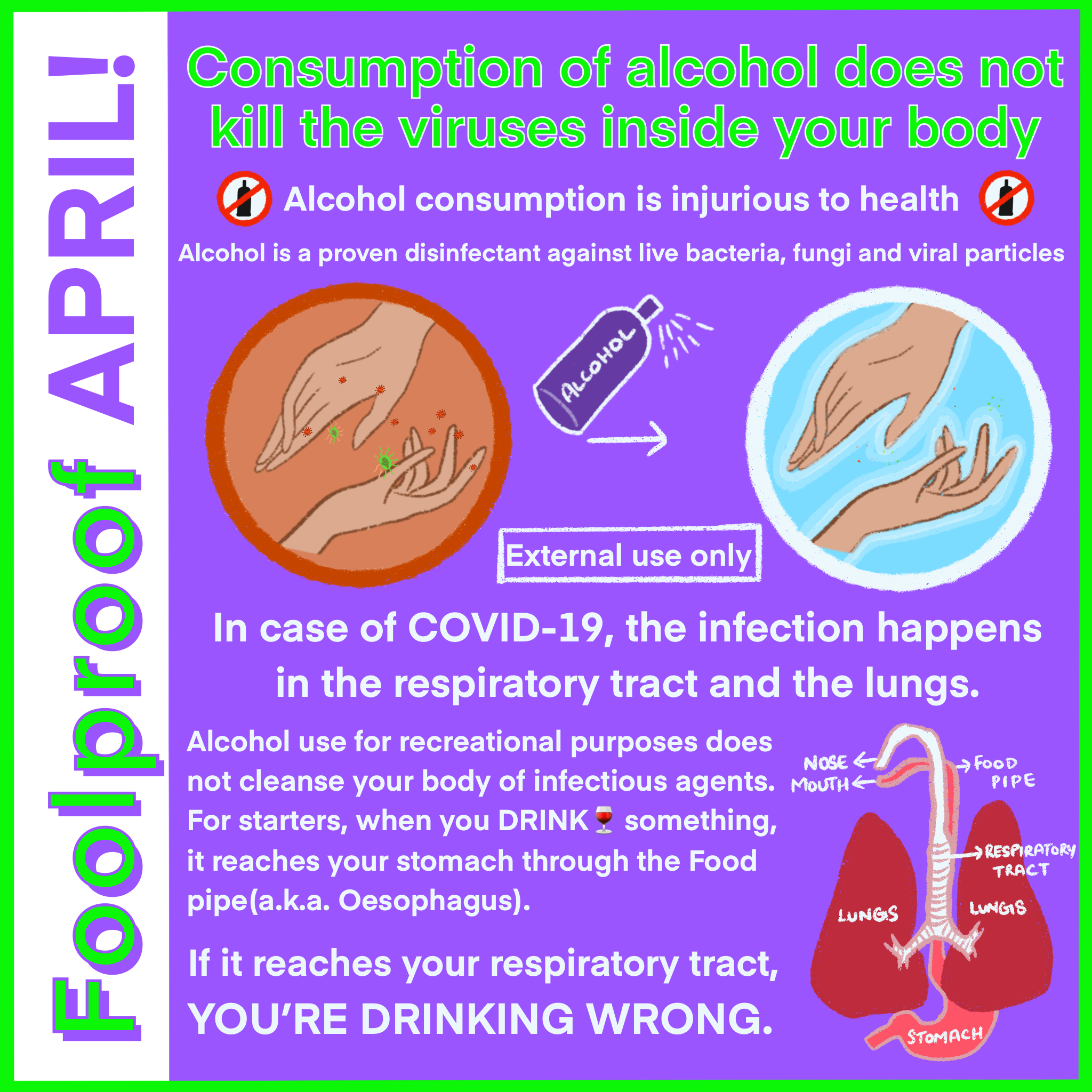
Áp phích với nội dung giải thích rằng các loại nước rửa tay khô có cồn có thể giết chết virus corona, nhưng các loại đồ uống có cồn thì không thể bảo vệ trước COVID-19

- Uống rượu không có tác dụng phòng ngừa hay chữa COVID-19,[16] trái với một số thông tin.[128] Uống rượu có thể gây ức chế miễn dịch cận lâm sàng[53] (xem phần "Lạm dụng thuốc" ở trên).
- Uống nước sau mỗi 15 phút được cho là có thể ngừa nhiễm virus corona.[129] Việc uống một lượng lớn nước không có tác dụng phòng ngừa hay chữa COVID-19, nhưng cũng có tác dụng tích cực là tránh tình trạng mất nước.[41]
- Một số tin đồn trên mạng xã hội cho rằng trà có tác dụng ngừa COVID-19; những thông tin này cho biết trong trà có các chất kích thích như methylxanthine, theobromine và theophylline, có khả năng ngăn ngừa virus. Những tuyên bố này còn được gán ghép là thuộc về bác sĩ Lý Văn Lượng.[99][130]
- Trà tiểu hồi hương được một email giả mạo một giám đốc bệnh viện tại Brasil khẳng định là có thể chữa COVID-19, trên cơ sở rằng loại trà này có tính tương tự như thuốc Tamiflu—mặc dù chính loại thuốc này cũng không có tác dụng trước virus corona.[55]
- Một số phương thuốc không chính xác được lan truyền tại Brasil như là dùng quả bơ và trà bạc hà, whiskey nóng và mật ong, các loại tinh dầu, và các loại vitamin C & D.[61]
- Các chuyên gia y tế đã lên tiếng phản đồi nhiều lời khẳng định trên Facebook rằng 'súc họng bằng nước muối, uống các chất lỏng nóng như trà và tránh ăn kem có thể ngăn chặn lây nhiễm COVID-19'.[131]
- Ăn kem hoặc các thực phẩm đông lạnh không thể chữa hay gây bệnh COVID-19.[41] Nhiều người cho rằng đây là khẳng định của UNICEF; tổ chức này sau đó đã ra tuyên bố cho biết chưa từng có phát biểu như vậy: "Gửi tới những người đã tạo ra thông tin giả mạo này, chúng tôi chỉ có một thông điệp đơn giản: HÃY DỪNG LẠI. Chia sẻ các thông tin không chính xác và cố gắng tạo sự tin cậy cho chúng bằng cách dùng bừa bãi tên của những tổ chức uy tín là việc làm nguy hiểm và sai trái".[132]

#### Thịt
- Những thông tin cho rằng người ăn chay miễn nhiễm với virus corona được lan truyền tại Ấn Độ, causing "#NoMeat_NoCoronaVirus" to trend on Twitter.[133] Theo Anand Krishnan, giáo sư thuộc Trung tâm Y tế Cộng đồng, Viện Y khoa Toàn Ấn Độ (AIIMS), việc ăn thịt không có ảnh hưởng gì tới sự lây lan của COVID-19, ngoại trừ đối với những người ở gần nơi động vật bị giết mổ (xem động vật lây truyền bệnh).[134]
- Ăn thịt gà không gây ra bệnh COVID-19, miễn là khi thịt được chuẩn bị và chế biến hợp vệ sinh.[41]

#### Món ăn
- Không có bằng chứng cho thấy ăn cà ri hay rasam có thể bảo vệ trước COVID-19.[41]

### Tập luyện
- Nhiều tài khoản mạng xã hội, trong đó có cả những nhân vật nổi tiếng như J. K. Rowling, lan truyền thông tin về một phương pháp điều trị COVID-19 bằng cách hít thở sáu lần rồi ho trong khi che miệng.[135]

### Sử dụng các thuốc hiện có chưa được chứng minh ngừa COVID-19
- Vào tháng 3 năm 2020, Tổng thống Hoa Kỳ Donald Trump tuyên bố rằng chloroquine và hydroxychloroquine, hai loại thuốc dùng để điều trị sốt rét, đã được Cục Quản lý Thực phẩm và Dược phẩm Hoa Kỳ (FDA) chấp thuận sử dụng để điều trị COVID-19. FDA sau đó đính chính rằng cơ quan này chưa cấp phép sử dụng bất cứ loại thuốc nào cho việc điều trị COVID-19, nhưng các nghiên cứu cũng đang được tiến hành để xác định liệu chloroquine có hiệu quả trong điều trị COVID-19 không.[136][137] Sau lời tuyên bố của ông Trump, nhiều quốc gia tại châu Phi, Mỹ Latinh và Nam Á đã báo cáo tình trạng ồ ạt mua tích trữ chloroquine. Các quan chức y tế trên khắp thế giới buộc phải đưa ra các cảnh báo về việc sử dụng thuốc điều trị sốt rét. Bác sĩ người Uganda Chris Kaganda cho biết: "Hiện chúng ta chưa biết liều lượng cần dùng để điều trị Covid-19 là bao nhiêu và liệu nó có thật sự chữa khỏi bệnh không, nên tốt nhất là nên tránh dùng chloroquine, nhưng chúng ta đều biết đây là thời điểm khó khăn."[138] Những bệnh nhân lupus ban đỏ và viêm khớp dạng thấp cần sử dụng những loại thuốc này thường xuyên đã gặp khó trong việc tiếp cận nguồn cung.[138] Việc sử dụng các loại thuốc này hoặc các sản phẩm có liên quan khác đã gây ra các tác dụng phụ nghiêm trọng, thậm chí là gây bệnh hoặc tử vong.[1][16]
- Một số tin đồn tại Iraq cho rằng công ty dược phẩm PiONEER Co. của nước này đã phát hiện ra thuốc điều trị virus corona. Những thông tin này được đưa ra dựa trên một tuyên bố của PiONEER, trong đó có nhắc tới hydroxychloroquine sulphate và azithromycin (có tên nhãn hiệu "Zitroneer", là một loại kháng sinh phổ biến [139][140]) và cho biết hãng sẽ cố gắng phân phối miễn phí hai loại thuốc này. Tuyên bố này không có nội dung nào nói rằng các loại thuốc trên có thể chữa khỏi COVID-19. Công ty sau đó phải xác minh lại rằng họ chưa có kế hoạch nghiên cứu thuốc chữa COVID-19, đồng thời chỉ trích truyền thông đã lan truyền các báo cáo và thông tin không chính xác. Hai ngày sau, lại thêm một tin tức giả mạo nữa được lan truyền, với nội dung là Samaraa, một công ty dược khác của Iraq, đã tìm ra phương thuốc chữa COVID-19.[141] Thông thường, các loại kháng sinh (như azithromycin[140]) chỉ có tác dụng với một số vi khuẩn, không có hiệu quả với các loại virus.[142] Azithromycin đôi khi có thể được kê có các bệnh nhân COVID-19 nhập viện, nhưng chỉ để điều trị các vi khuẩn đồng nhiễm. Lạm dụng azithromycin có thể gây kháng kháng sinh và các tác dụng phụ hiếm gặp như rối loạn nhịp tim và mất thính lực.[140][143]
- Cũng có thông tin cho rằng aspirin, các thuốc kháng histamin và thuốc xịt mũi được một cuốn sách giáo khoa tại Ấn Độ liệt kê là các loại thuốc điều trị COVID-19. Thực chất cuốn sách này đang mô tả về các coronavirus nói chung.[144]
- Tại Philippines vào tháng 4 năm 2020 cũng xuất hiện thông tin cho rằng một loại thuốc tiêm kháng virus đã được cấp phép sử dụng để chữa COVID-19, và các lệnh phong tỏa tại nước này sẽ được dỡ bỏ.[145] Cục Quản lý Thực phẩm và Dược phẩm (FDA) của Philippines đã yêu cầu ngừng ngay lập tức việc lan truyền thông tin trên, đồng thời một lần nữa nhấn mạnh rằng các phương pháp điều trị cần được thử nghiệm để xác định mức độ an toàn. FDA cho biết chưa nhận được bất cứ đơn xin cấp phép nào đối với loại thuốc này.[145][146] Cơ quan này sau đó ra lệnh cấm sử dụng loại thuốc chưa được thử nghiệm, đồng thời đóng cửa cơ sở đã quảng bá trái phép thuốc.[147][148]
- Ivermectin, một loại thuốc dùng để trị các bệnh ký sinh trùng, được đề xuất là có thể dùng để điều trị COVID-19 theo một bản kế hoạch trên Internet. Bản kế hoạch này được phát hiện là có nhiều lỗi trong phương pháp thống kê[149] Điều quan trọng là nồng độ thuốc cần sử dụng để đạt hiệu quả kháng virus như quan sát trong quá trình nuôi cấy tế bào luôn phải cao hơn nhiều lần so với nồng độ tối đa trong máu của bệnh nhân.[150] Hiệu quả lâm sàng của nó chưa được chứng minh và hiện vẫn đang được đánh giá.[151] Nghiên cứu quy mô lớn nhất cho tới thời điểm này cho thấy ivermectin không có tác dụng trong điều trị COVID-19.[152] Việc ivermectin được quảng bá như một cách điều trị COVID-19 đã dẫn tới tình trạng gia tăng ngộ độc ivermectin tại Hoa Kỳ,[153] đồng thời gây ra thiếu hụt thuốc tại Úc.[154]

## Nỗ lực chống lừa đảo
- Chiến dịch Pangea do tổ chức cảnh sát quốc tế Interpol khởi xướng đã tiến hành thu giữ các loại khẩu trang giả mạo, các loại dung dịch rửa tay không đạt tiêu chuẩn và các loại thuốc kháng virus không được cấp phép tại hơn 90 quốc gia, đồng thời bắt giữ được 121 đối tượng.[155]
- Vào tháng 6 năm 2020, Cục Bảo vệ Môi sinh Hoa Kỳ đã ra lệnh ngừng bán các loại sản phẩm được quảng cáo sai lệch là có thể diệt COVID-19 trên Amazon.com và eBay, với mức phạt có thể lên tới 20.288 USD trên mỗi sản phẩm được bán ra, mặc dù hai nền tảng này cũng đã nỗ lực loại bỏ các sản phẩm này.[82]